# جنگ بلندی صدا

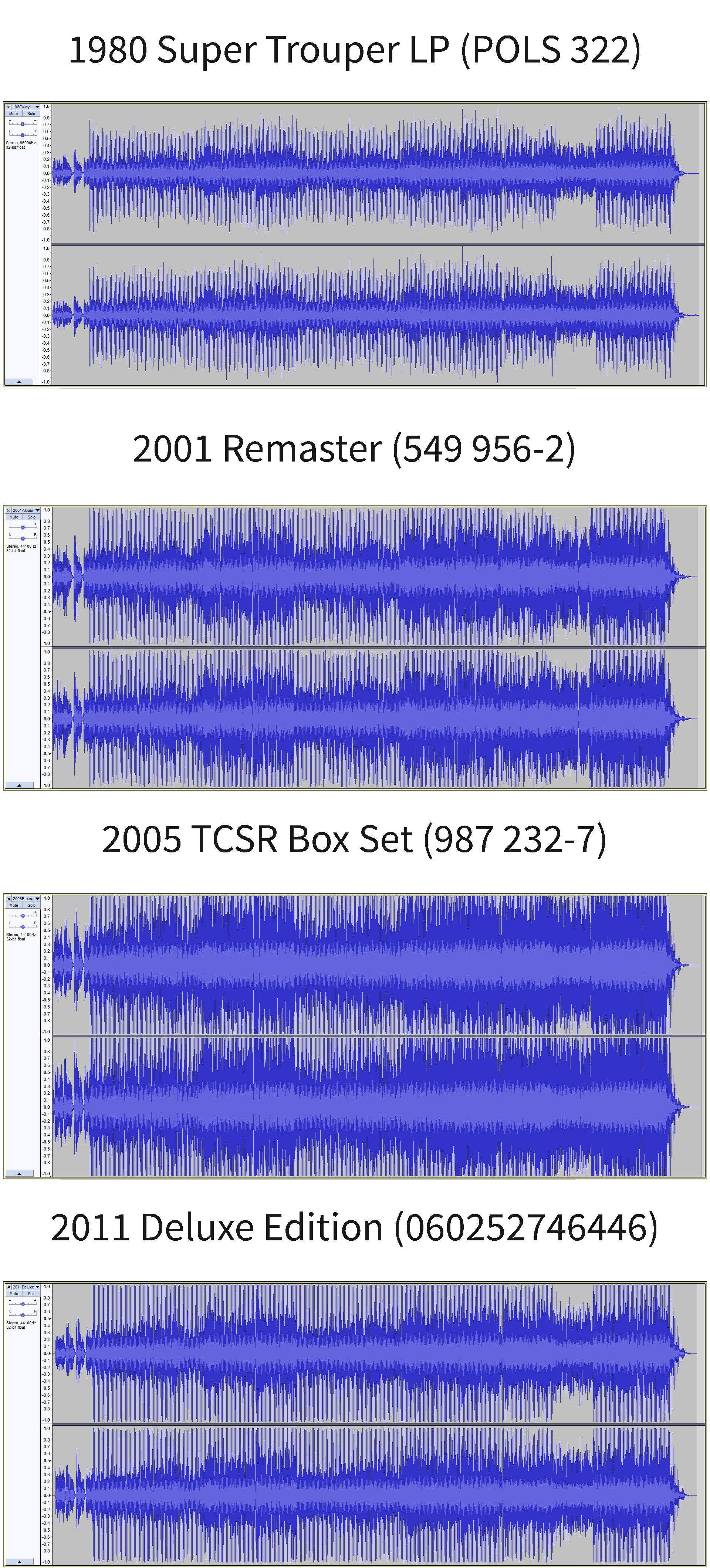
نسخه‌های مختلف آهنگی از آبا در سال ۱۹۸۰ که سطوح مختلفی از صدای بلند را در سال‌های بعد از ۱۹۸۰ نشان می‌دهد.

جنگ بلندی صدا (یا مسابقه بلندی صدا) روند افزایشی سطح صدا در موسیقی ضبط‌شده‌است که وفاداری صدا را کاهش می‌دهد و به گفته بسیاری از منتقدان لذت شنونده را کاهش می‌دهد. افزایش بلندی صدا برای اولین بار در اوایل دهه ۱۹۴۰ گزارش شد. این موضوع در دهه ۱۹۹۰ با معرفی پردازش سیگنال دیجیتالی که قادر به افزایش بلندی صدای بیشتر بود، توجه جدیدی را به خود جلب کرد.
با ظهور لوح فشرده (سی‌دی)، موسیقی به فرمت دیجیتال با حداکثر دامنه اوج مشخص به وضوح کدگذاری می‌شود. هنگامی که به حداکثر دامنه یک لوح فشرده رسید، بلندی صدا را می‌توان از طریق تکنیک‌های پردازش سیگنال مانند یکسان‌سازی بیشتر افزایش داد. مهندسان می‌توانند نسبت فشرده‌سازی بسیار زیادی را برای ضبط اعمال کنند تا زمانی که در حداکثر دامنه به اوج خود برسد. در موارد شدید، تلاش برای افزایش بلندی صدا می‌تواند منجر به قطع شدن و سایر اعوجاج‌های شنیداری شود. ضبط‌های مدرنی که از فشرده‌سازی شدید و سایر اقدامات برای افزایش بلندی صدا استفاده می‌کنند، می‌توانند کیفیت صدا را قربانی بلندی صدا کنند. افزایش رقابتی صدای بلند باعث شده‌است که طرفداران موسیقی و اعضای مطبوعات موسیقی از آلبوم‌های آسیب دیده به عنوان «قربانیان جنگ بلندی صدا» یاد کنند.